# デンマン
デンマン（Denman）は、アイルランドで生産、イギリスで調教された競走馬である。2008年のチェルトナムゴールドカップに優勝した。
2005年10月にウィンカントン競馬場で行われたノービスハードルで初出走、初勝利を挙げ、その後3連勝でノービスG1のシャローノービスハードルに優勝。連勝は5戦目のチェルトナムフェスティバルで行われたロイヤル&サンアライアンスハードルでニカノールの2着に敗れて途絶えたが、翌2006/2007シーズンにはチェイスに転向して再び連勝を開始、5連勝でロイヤル&サンアライアンスチェイスを圧勝した。
そして2007/2008シーズンは初戦のヘネシーコニャックゴールドカップで11ストーン12ポンド（75.3キログラム）のトップハンデながら2着に11馬身の差をつけて勝利すると、同じポール・ニコルズ厩舎で前シーズンに6連勝でゴールドカップを制したコートスターとともにゴールドカップの最有力候補となった。そしてアイルランドのレパーズタウン競馬場で行われたG1レクサスチェイス、ニューベリー競馬場で行われたG2エイオンチェイスに連勝した。本番のチェルトナムゴールドカップではコートスターとの2強対決と見られたが、デンマンはレース中盤から先頭に立ち、追走してきたコートスターを突き放して優勝を決めた。
2008/2009シーズンはグランドナショナルに挑戦することを表明して大きく話題になったが、体調不良から初戦が2月のレビーボードチェイスまでずれ込み、そのレースも4番人気マディソンドゥバーレイから大差の2着に敗れ、その後グランドナショナルの回避を決定した。チェルトナムゴールドカップでは単勝8倍と大きく人気を落としながらもコートスターから13馬身差の2着と健闘したが、続くエイントリー競馬場のボウルチェイスでは直線を向いて優勝争いをしながらも、最後から2番目の障害で転倒した。
その後、2010/2011シーズンまで現役を続け、2011年4月のボウルチェイス5着が最後のレースとなった。
引退後は膝の痛みに苦しんだ。痛み悪化は治まらず、2018年6月5日に安楽死された。